# ایدی براینت
ایدی براینت (انگلیسی: Aidy Bryant؛ زادهٔ ۷ مهٔ ۱۹۸۷) بازیگر و کمدین اهل ایالات متحده آمریکا است که نامزد دریافت جایزه امی ساعات پربیننده برای بهترین بازیگر نقش مکمل زن در مجموعه تلویزیونی کمدی شده است.
از فیلم‌ها یا مجموعه‌های تلویزیونی که وی در آن‌ها نقش داشته‌است، می‌توان به پخش زنده شنبه شب، مرد عنکبوتی شگفت‌انگیز ۲، بیمار بزرگ، ستاره و دختران اشاره نمود.